# Jeconias de Judá
Jeconias ou Joaquim foi o penúltimo rei do Reino de Judá, e teria 18 anos quando sucedeu seu pai, Jeoaquim, no trono. Após um reinado de pouco mais de três meses, Nabucodonosor II o fez cativo para a Babilônia. As versões baseadas na tradução de Almeida, usadas pela maioria dos protestantes, chamam-no de Joaquim, enquanto seu pai é Jeoaquim, mas em outras traduções como a Bíblia de Jerusalém é justamente o contrário, o que gera facilmente confusão.[carece de fontes?]

## Biografia

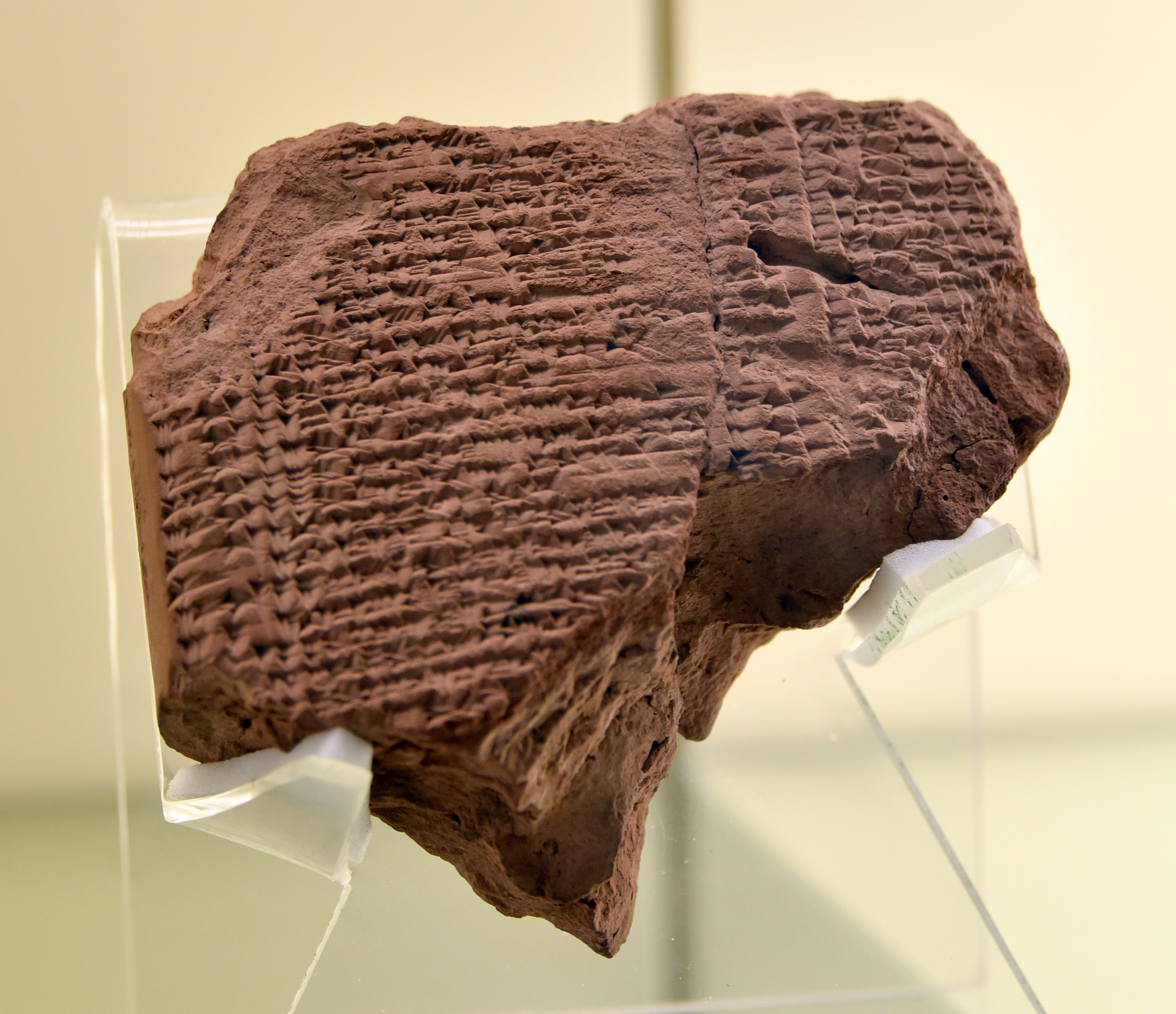
Inscrição cuneiforme acadiana que menciona o rei Jeconias

Jeconias tornou-se rei com dezoito anos de idade e deu continuidade às práticas idólatras de seu pai. Jeconias reinou três meses e dez dias, começando em 9 de dezembro de 598 a.C. Parece que seu pai, Joaquim, morreu durante o sítio ou foi levado para Babilônia, e Jeconias ascendeu ao trono de Judá. Seu governo terminou quando se rendeu a Nabucodonosor II em 597 a.C. Em 15/16 de março de 597 a.C., Jeconias, toda a sua casa e três mil judeus foram exilados para a Babilônia.
O texto massorético de 2 Crônicas afirma que o governo de Jeconias começou aos oito anos, enquanto em 2 Reis 24:8 Jeconias subiu ao trono aos dezoito. Os estudiosos modernos trataram a diferença entre "oito" e "dezoito" como reflexo de um erro de cópia em um ou outro lado da questão.
No quinto ano do exílio de Jeconias, Ezequiel iniciou sua obra profética. Cerca de 32 anos depois, evidentemente em 562 a.C., Jeconias foi liberto da prisão pelo sucessor de Nabucodonosor, Evil-Merodaque, e foi-lhe dada uma posição de favor acima de todos os demais reis cativos. Depois disso, ele comia à mesa de Evil-Merodaque e recebia uma porção diária. Não se sabe por que Evil-Merodaque libertou Jeconias, mas uma teoria recente é que, antes de se tornar rei o babilônio foi vítima de uma intriga da corte e foi enviado para a prisão, onde ele pode ter conhecido Jeconias e se tornado amigos.
De acordo com as tradições talmúdicas, Jeconias vivia em Nehardea, um lugar não muito longe de Sipar. Em termos gerais, isso é confirmado por cerca de trinta e cinco textos cuneiformes que se referem a uma aldeia chamada âl-Jahûda ("a cidade judaica") perto de Sipar. Existem vários textos cuneiformes que ilustram a posição de Jeconias após sua libertação, que foram descobertos por Robert Koldewey na Babilônia. Esses documentos são listas de entregas de comida e óleo para pessoas importantes, e provar que o rei de Judá recebeu rações substanciais.

### Descendência
Enquanto em Babilônia, Jeconias gerou sete filhos. Desta forma, preservou-se a linhagem real judaica, mas nenhum dos filhos de Jeconias jamais governou em Judá. Documentos cuneiformes sugerem que Jeconias teve cinco filhos, enquanto a Bíblia diz que foram sete:
| “ | Os filhos de Jeconias, enquanto era cativo, foram: Selatiel, seu filho, Malquirão, Pedaías, Senazar, Jecamias, Hosama e Nedabias. — Crônicas 3.17-18. | ” |

Talvez dois tivessem morrido ou ainda não tivessem atingido a maioridade. Também é possível que o texto bíblico tenha um erro, e há uma leitura de diferente que sugere que apenas Selatiel era filho de Jeconias, e os outros nomes são de fato sem qualificação. Talvez eles sejam descendentes de Malquirão, filho de Selatiel, e talvez devêssemos ler:
| “ | Os filhos de Jeconias, enquanto cativo, foram: Selatiel de seu filho, Malquirão de seu filho, e Pedaías, Senazar, Jecamias, Hosama, Nedabias, os filhos de Malquirão. | ” |

Claro, isso implica que os cinco filhos mencionado no texto cuneiforme são na verdade cinco descendentes, o que é certamente possível, porque a palavra "filho" era frequentemente usada em um sentido muito vago.